# Cristacoxidae
Cristacoxidae é uma família de crustáceos da ordem Harpacticoida.